# ТУ6
ТУ6 (Тепловоз Узкоколейный, тип 6) — советский тепловоз для колеи 750 — 1067 мм.

## ТУ6
Производились с 1964 года на Истьинском машиностроительном заводе (малой мощности, с гидропередачей), в 1968 — 1971 годах — на КМЗ (с механической передачей). Кузов был аналогичен кузову тепловоза ТУ4. Количество выпущенных машин — около 150. В 2011 году на Горбачевском лесопункте Бабаевского леспромхоза Вологодской области, из более чем тридцати единиц, остаётся в рабочем состоянии не более восьми, из них: два — ТУ6, один — ТУ8Г, два — ТУ7 и один — ТУ8.

## ТУ6М
Данный мотовоз был опытной версией для одной из торфовозных узкоколеек. Был выпущен партией в восемь штук.

## ТУ6А

### История создания
Производство тепловоза ТУ6А было освоено Камбарским машиностроительным заводом в 1973 году. Тепловоз представляет собой усовершенствованный вариант ТУ6. Следует отметить, что индекс «А» не представляет собой аббревиатуру и никак не расшифровывается. Тепловоз ТУ6А не имел сквозной нумерации с ТУ6 (то есть, существовали тепловозы ТУ6-0001 и ТУ6А-0001). Новая машина выгодно отличалась от единственной в то время массовой модели узкоколейного тепловоза ТУ4 наличием механической передачи — относительно простой в обслуживании, по сравнению с «гидравликой». Первоначально кузов был унифицирован с кузовом тепловоза ТУ4. С середины 1970-х годов внешний вид тепловоза радикально изменился — произошла унификация с ТУ7. С какого номера тепловозы стали выпускаться в так называемом «унифицированном» варианте (в кузове, аналогичном кузову ТУ7) — с достоверностью пока ещё не известно. Это произошло в диапазоне номеров 0459 — 0470. Производство было прекращено в 1988 году. Последний выпущенный тепловоз — ТУ6А-3915 (по состоянию на 2005 год, он находился на Куликовской узкоколейной железной дороге). Сейчас ТУ6А — самый массовый локомотив на узкоколейных железных дорогах России.
ТУ6А-2360 был единственным тепловозом, эксплуатировавшимся на детских железных дорогах. На Ярославскую ДЖД он поступил в 1982 году с Харовского шпалопропиточного завода в Вологодской области. 19 августа 2009 года тепловоз был списан и порезан на территории ТЧЭ-1 Ярославль-Главный, к которому и был официально приписан.

### Основные данные
Тепловоз ТУ6А представляет собой дизельный локомотив, внешне напоминающий трактор, с механической передачей, предназначенный для выполнения маневровой работы, грузовых и пассажирских перевозок на железных дорогах узкой колеи — 750 мм и промышленных предприятиях. Кабина машиниста имеет теплоизоляцию и хорошую обзорность, для обогрева кабины предусмотрен специальный отопитель.

## Технические характеристики
- База тележки 1 400 мм
- Передача — механическая, 5-ступенчатая, ЯМЗ-236Л
- Служебная масса — 14 000 кг
- Максимальная скорость — 42 км/час
- Минимальный радиус проходимых кривых — 40 м
- Вместимость заправочных емкостей, кг:

 — топливо — 450
 — масло в системе дизеля — 16,5
 — запас песка — 400
- Марка двигателя — ЯАЗ-204А
- Номинальная мощность двигателя — 93,5 (127) кВт (л.с.)
- Габаритные размеры автопоезда, мм:

 — длина по осям сцепных приборов — 8 490
 — наибольшая ширина — 2 550
 — наибольшая высота от головки рельса — 3 495
- Тепловоз выпускался с буферными сцепными приборами, но мог быть оборудован и автосцепкой.

### Модернизации тепловоза ТУ6А
На базе тепловоза ТУ6А созданы:
- Тепловоз-энергоагрегат ТУ6СПА, для передвижения и энергоснабжения стройремпоездов.
- Тепловоз-дрезина ТУ6Д, оснащённая грузоподъёмным гидравлическим краном.
- Пассажирская дрезина ТУ6П, для перевозки инженерно-технического персонала и рабочих.

## ТУ6Д
Тепловоз-дрезина ТУ6Д создан на базе узкоколейного тепловоза ТУ6А и производился Камбарским машиностроительным заводом с 1978 по 1988 год, когда был заменен новой моделью ТУ8Г. В отличие от базового локомотива, он имел укороченный капот, кабина сдвинута вперед, а в хвостовой части оборудована платформа. На заводе дрезина оборудовалась краном-манипулятором, однако на предприятиях он зачастую демонтировался. Всего было выпущено более трёхсот дрезин этой модели, в эксплуатации в настоящее время находится менее двадцати.